# Ludność Piotrkowa Trybunalskiego
Ludność Piotrkowa Trybunalskiego

- 30 IX 1921 – 40 992[1]
- 9 XII 1931 – 51 349[2]
- 1939 – 53 000
- 1946 – 40 141 (spis powszechny)
- 1950 – 42 289 (spis powszechny)
- 1955 – 48 337
- 1960 – 52 782 (spis powszechny)
- 1961 – 54 200
- 1962 – 54 800
- 1963 – 55 400
- 1964 – 56 200
- 1965 – 57 066
- 1966 – 57 600
- 1967 – 58 100
- 1968 – 58 700
- 1969 – 59 400
- 1970 – 59 843 (spis powszechny)
- 1971 – 60 749
- 1972 – 61 800
- 1973 – 62 400
- 1974 – 63 290
- 1975 – 64 190
- 1976 – 65 400
- 1977 – 68 100
- 1978 – 68 900 (spis powszechny)
- 1979 – 70 900
- 1980 – 72 054
- 1981 – 73 691
- 1982 – 75 490
- 1983 – 77 200
- 1984 – 78 212
- 1985 – 79 195
- 1986 – 79 691
- 1987 – 80 242
- 1988 – 80 062 (spis powszechny)
- 1989 – 80 529
- 1990 – 80 977
- 1991 – 81 000
- 1992 – 81 320
- 1993 – 81 403
- 1994 – 81 255
- 1995 – 81 218
- 1996 – 81 308
- 1997 – 81 456
- 1998 – 81 284
- 1999 – 81 639
- 2000 – 81 238
- 2001 – 81 177
- 2002 – 80 923 (spis powszechny)
- 2003 – 80 510
- 2004 – 80 085
- 2005 – 79 670
- 2006 – 78 954
- 2007 – 78 475
- 2008 – 78 149
- 2009 – 77 810
- 2010 – 77 669
- 2011 – 76 717 (spis powszechny stan na 31 marca)
- 2011 – 76 505 (stan na 31 grudnia)
- 2012 – 76 404
- 2013 – 75 903
- 2018 – 72 211[3]
- 2019 – 71 455[4]
- 2023 – 66 519[5]
- 2024 – 66 022[6]

## Powierzchnia Piotrkowa Trybunalskiego
- 1995 – 68,39 km²
- 2000 – 67,26 km²
- 2006 – 67,24 km²
- 2018 – 67,25 km²